# Mômen lưỡng cực điện
Trong vật lý, moment lưỡng cực điện là một đại lượng đo về sự tách biệt của các điện tích dương và âm trong một hệ hạt điện tích. Các đơn vị SI là Coulomb nhân mét (C.m). Bài viết này chỉ giới hạn trong các hiện tượng tĩnh điện và không mô tả thời gian hay phân cực năng lượng. Độ lớn của moment lưỡng cực điện chính là cường độ điện trường E.

## Khái niệm điện tích

Hình động cho thấy điện trường của một lưỡng cực điện

Trong trường hợp đơn giản của hai điện tích điểm, với một điện tích q = +1 và cái còn lại là điện tích q = -1, mômen lưỡng cực điện p là:
{\displaystyle \mathbf {p} =q\mathbf {d} }
trong đó d là các vector chuyển dấu từ các điện tích âm sang điện tích dương. Như vậy, momen lưỡng cực điện từ điện tích âm sang điện tích dương. Một lý tưởng hóa của hệ thống hai điện tích này là lưỡng cực điện gồm hai điện tích vô cùng nhỏ tách ra, nhưng với một hữu hạn p.

## Mô men lực

Electric p lưỡng cực và mô-men xoắn τ của nó trong một trường E

Một vật có một moment lưỡng cực điện là đối tượng của một τ - mô-men xoắn khi được đặt trong một trường điện từ. Các mô-men xoắn có xu hướng sắp xếp các lưỡng cực trong một trường. Một lưỡng cực song song với một điện trường có năng lượng thấp hơn so với momen lưỡng cực điện tạo thành một góc với nó. Đối với một không gian có điện trường E, mô-men xoắn được cho bởi công thức :
{\displaystyle {\boldsymbol {\tau }}=\mathbf {p} \times \mathbf {E} ,}
trong đó p là mômen lưỡng cực điện, × là tích có hướng giữa các vector.

## Biểu diễn trong trường hợp tổng quát
Một cách tổng quát hơn, về sự phân bố điện tích trên một thể tích bị hạn chế, nó biểu thị tương tự cho mômen lưỡng cực điện là:
{\displaystyle \mathbf {p} (\mathbf {r} )=\iiint _{V}\rho (\mathbf {r} _{0})(\mathbf {r} _{0}-\mathbf {r} )\cdot d^{3}\mathbf {r} _{0},}
trong đó r là một điểm có điện tích và d3r0 là vi phân cấp 3 của vị trí đầu có điện tích nằm trên thể tích V. Mômen lưỡng cực điện còn được thể hiện qua hàm delta Dirac như sau:
{\displaystyle \rho (\mathbf {r} )=\sum _{i=1}^{N}q_{i}\delta (\mathbf {r} -\mathbf {r} _{i}),}
trong đó mỗi ri là một vector từ một số điểm tham chiếu đến các điện tích qi được thay vào công thức tích phân như trên:
{\displaystyle \mathbf {p} (\mathbf {r} )=\sum _{i=1}^{N}q_{i}\iiint _{V}\delta (\mathbf {r} _{0}-\mathbf {r} _{i})(\mathbf {r} _{0}-\mathbf {r} )\cdot d^{3}\mathbf {r} _{0}=\sum _{i=1}^{N}q_{i}(\mathbf {r} _{i}-\mathbf {r} ).}
Biểu thức này tương đương với các biểu thức trước đó trong trường hợp điện tích trung hòa và N = 2. Đối với hai điện tích trái dấu nhau, nó thể hiện điện tích dương trong các cặp điện tích như r+ và điện tích âm như r-:
{\displaystyle \mathbf {p} (\mathbf {r} )=q_{1}(\mathbf {r} _{1}-\mathbf {r} )+q_{2}(\mathbf {r} _{2}-\mathbf {r} )=q(\mathbf {r} ^{+}-\mathbf {r} )-q(\mathbf {r} ^{-}-\mathbf {r} )=q(\mathbf {r^{+}-r^{-}} )=q\mathbf {d} ,}
cho thấy rằng vector mômen lưỡng cực điện có nguồn từ điện tích âm đến dương vì các vector của một điểm có hướng từ nguồn cho đến điểm đó.
Momen lưỡng cực điện dễ thấy nhất khi một hệ điểm có tất cả các hạt mang điện trung hòa; Ví dụ, một cặp điện đối dấu, hoặc một dây dẫn trung tính trong một điện trường đồng nhất. Đối với một hệ điểm không có điện tích, hình dung như là một dãy các điện tích kết nối với nhau, các mối quan hệ cho momen lưỡng cực điện là:
{\displaystyle {\begin{aligned}\mathbf {p} (\mathbf {r} )&=\sum _{i=1}^{N}\,\iiint \limits _{V}q_{i}[\delta (\mathbf {r_{0}} -(\mathbf {r} _{i}+\mathbf {d} _{i}))-\delta (\mathbf {r_{0}} -\mathbf {r} _{i})]\,(\mathbf {r} _{0}-\mathbf {r} )\ d^{3}\mathbf {r} _{0}\\&=\sum _{i=1}^{N}\,q_{i}\,[\mathbf {r} _{i}+\mathbf {d} _{i}-\mathbf {r} -(\mathbf {r} _{i}-\mathbf {r} )]\\&=\sum _{i=1}^{N}q_{i}\mathbf {d} _{i}=\sum _{i=1}^{N}\mathbf {p} _{i}\,\end{aligned}}}
đó là vector tổng của những mômen lưỡng cực điện duy nhất của các cặp điện tích trung hòa. (Bởi vì toàn bộ hạt mang điện trung hòa, các moment lưỡng cực điện độc lập với vị trí r.) Như vậy, giá trị của p là độc lập với vị trí ta muốn xét tới, qui ước toàn bộ điện tích của hệ điểm là bằng 0.

## Điện thế và điện trường bởi lưỡng cực điện
Lưỡng cực điện lý tưởng gồm hai điện tích trái dấu nhau với sự phân li vô cùng nhỏ. Điện thế và điện trường lý tưởng được tìm thấy bên cạnh là một trường hợp giới hạn của một ví dụ về hai điện tích trái dấu phân li khi khoảng cách giữa chúng tiến đến không. Hai điện tích trái dấu ở gần nhau có thể tạo ra điện thế và có biểu thức:
{\displaystyle \phi (\mathbf {r} )={\frac {q}{4\pi \varepsilon _{0}|\mathbf {r} -\mathbf {r} ^{+}|}}-{\frac {q}{4\pi \varepsilon _{0}|\mathbf {r} -\mathbf {r} ^{-}|}},}
Vector vị trí R của trung điểm lưỡng cực liên quan đến khối lượng (giả sử chúng bằng nhau), {\displaystyle {\hat {\mathbf {R} }}} là vector đơn vị trùng hướng với R được cho bởi biểu thức:
{\displaystyle \mathbf {R} =\mathbf {r} -{\frac {\mathbf {r} ^{+}+\mathbf {r} ^{-}}{2}},{\hat {\mathbf {R} }}={\frac {\mathbf {R} }{R}},}
Dùng khai triển Taylor ta được :
{\displaystyle \phi (\mathbf {R} )={\frac {1}{4\pi \varepsilon _{0}}}{\frac {q\mathbf {d} \cdot {\hat {\mathbf {R} }}}{R^{2}}}+{\mathcal {O}}\left({\frac {d^{2}}{R^{2}}}\right)\approx {\frac {1}{4\pi \varepsilon _{0}}}{\frac {\mathbf {p} \cdot \mathbf {R} }{R^{3}}},}
Điện thế bởi lưỡng cực điện cũng được biểu diễn như sau :
{\displaystyle \phi (\mathbf {R} )=-\mathbf {p} \cdot {\vec {\mbox{grad }}}{\frac {1}{4\pi \varepsilon _{0}}}R,}
với grad là toán tử gradient. Điện trường của lưỡng cực điện là âm gradient của điện thế dẫn tới :
{\displaystyle \mathbf {E} (\mathbf {R} )={\frac {3(\mathbf {p} \cdot {\hat {\mathbf {R} }})-\mathbf {p} }{4\pi \varepsilon _{0}R^{3}}}.}
Do đó, mặc dù hai điện tích trái dấu gần nhau không có vẻ là lưỡng cực điện lý tưởng (vì điện thế của chúng ở khoảng cách ngắn không tương tự điện thế bởi một lưỡng cực điện lý tưởng), ở vị trí xem xét lớn hơn nhiều so với khoảng cách phân li, mômen lưỡng cực xuất hiện rõ rệt trong biểu thức điện trường và điện thế.